# Горњи Драпнићи (Соколац)
Горњи Драпнићи су насељено мјесто у општини Соколац, Република Српска, БиХ. На попису становништва 1991. у њему је живјело 119 становника.

## Историја
Насељено мјесто Горњи Драпнићи је до 1992. комплетно припадало предратној општини Олово.

## Становништво
| Националност | 1991. |
| Срби         | 66    |
| Муслимани    | 53    |
| Хрвати       | 0     |
| Југословени  | 0     |
| остали       | 0     |
| Укупно       | 119   |

## Географија
Горњи Драпнићи се налазе на тромеђи општина Соколац, Олово и Хан Пијесак. Мјесто је окружено брдима као што су Рогоч, Кочарин, Рид, Палеж, Жућај Гора, Житна Рпа, а са источне стране пружа се Сљеменска планина. Кроз Горње Драпниће протичу два потока Смрчевац и Драгача. Надморска висина се креће од 900m до 1200m. Са свих страна око села обрасла је четинарска шума, а около раштрканих кућа су лијепе питоме ливаде, воћњаци и пашњаци.

## Привреда
Привреда је базирана на искориштењу шуме, брању гљива и љековитих биљака, те пољопривреди. Међу пољопривредним активностима најважније су сточарство и пчеларство. Село је надалеко познато по доброј ракији од крушке.